# Imbongu jezik
Imbongu jezik (ISO 639-3: imo; au, aua, awa, ibo ugu, imbo ungo, imbo ungu, imbonggo), transnovogvinejski jezik u provinciji Southern Highlands u Papui Novoj Gvineji. Govori ga oko 42 500 ljudi (2000 popis), 15% monolingualnih. Jedan je od četiri hagenska jezika a pripada podskupini kaguel.
U upotrebi je i tok pisin [tpi], kewa [kew], wiru [wiu] ili engleski [eng]. Dijalekt: awa (aua, au).

## Vanjske poveznice
- Ethnologue (14th)
- Ethnologue (15th)